# Tyfluadom
Tyfluadom, tifluadom – organiczny związek chemiczny z grupy benzodiazepin, cechujący się nietypowym dla tej grupy profilem działania.
W przeciwieństwie do większości benzodiazepin, tyfluadom nie wykazuje aktywności względem receptora GABAA, lecz jest selektywnym agonistą receptora κ-opioidowego. Cechuje się działaniem przeciwbólowym i moczopędne, uspokajającym i pobudzającym apetyt.
Chociaż tyfluadom ma cechy, które mogą być interesujące z medycznego punktu widzenia – takie jak działanie przeciwbólowe i pobudzenie apetytu – to nie znalazł szerszego zastosowania, gdyż agonisty receptorów κ-opioidowych mają tendencję do wywoływania u ludzi niepożądanych skutków, takich jak dysforia i halucynacje.